# Podocnemis erythrocephala
Espèce
Synonymes
- Emys erythrocephala Spix, 1824
- Podocnemis agassizii Coutinho in Göldi, 1886
- Podocnemis coutinhii Göldi, 1886

Statut de conservation UICN

 VU A1bd : Vulnérable
Statut CITES
Podocnemis erythrocephala est une espèce de tortues de la famille des Podocnemididae.

## Répartition
Cette espèce se rencontre :
- au Brésil dans les États d'Amazonas, du Pará et du Roraima ;
- au Venezuela dans l'État d'Amazonas ;
- en Colombie dans les départements de Vaupés et de Guainía.

## Publication originale
- Spix, 1824 : Animalia nova sive species novae Testudinum et Ranarum, quas in itenere per Brasiliam, annis 1817-1820. Monaco, p. 1-53 (texte intégral).